# (666) Дездемона
(666) Дездемона (итал. Desdemona) — астероид главного пояса, который относится к светлому спектральному классу S. Он был открыт 23 июля 1908 года германским астрономом Августом Копффом в Гейдельбергской обсерватории и назван в честь героини трагедии Уильяма Шекспира «Отелло» (по одной версии, полученный первоначальный индекс 1908 DM дал астрономам наводку для выбора имени).
Фотометрические наблюдения, проведённые в 2013 году польским астрономом Анной Марциняк в Познанской обсерватории, позволили получить кривые блеска этого тела, из которых следовало, что период вращения астероида вокруг своей оси равняется 14,607 ± 0,004 часам, с изменением блеска по мере вращения 0,22 m. Этот результат уточняет значения, полученные в 2000 году калифорнийской обсерваторией Santana, согласно которым период вращения астероида равнялся 15,45 ± 0,01 часам, с изменением блеска по мере вращения 0,11 m.
В период с 2004 по 2006 годы были построены ещё три кривых блеска, но данные для них были отрывочны и носили недостоверный характер.
По данным исследований, проведенных инфракрасными телескопами WISE и IRAS, а также японским спутником Акари, размеры астероида находятся в промежутке между 27,04 и 32,74 км, а его альбедо соответственно — между 0,095 и 0,106.